# Kruševica (Vlasotince)
Kruševica (Servisch: Крушевица) is een plaats in de Servische gemeente Vlasotince. De plaats telt 567 inwoners (2002).